# Canis lupus occidentalis
Il lupo grigio nordoccidentale (Canis lupus occidentalis), noto anche come lupo grigio della Valle del Mackenzie, lupo del Canada settentrionale o lupo dell'Alaska, è una sottospecie di lupo grigio originaria del Nordamerica nordoccidentale. È considerata la variante più grande della specie.

## Storia e distribuzione

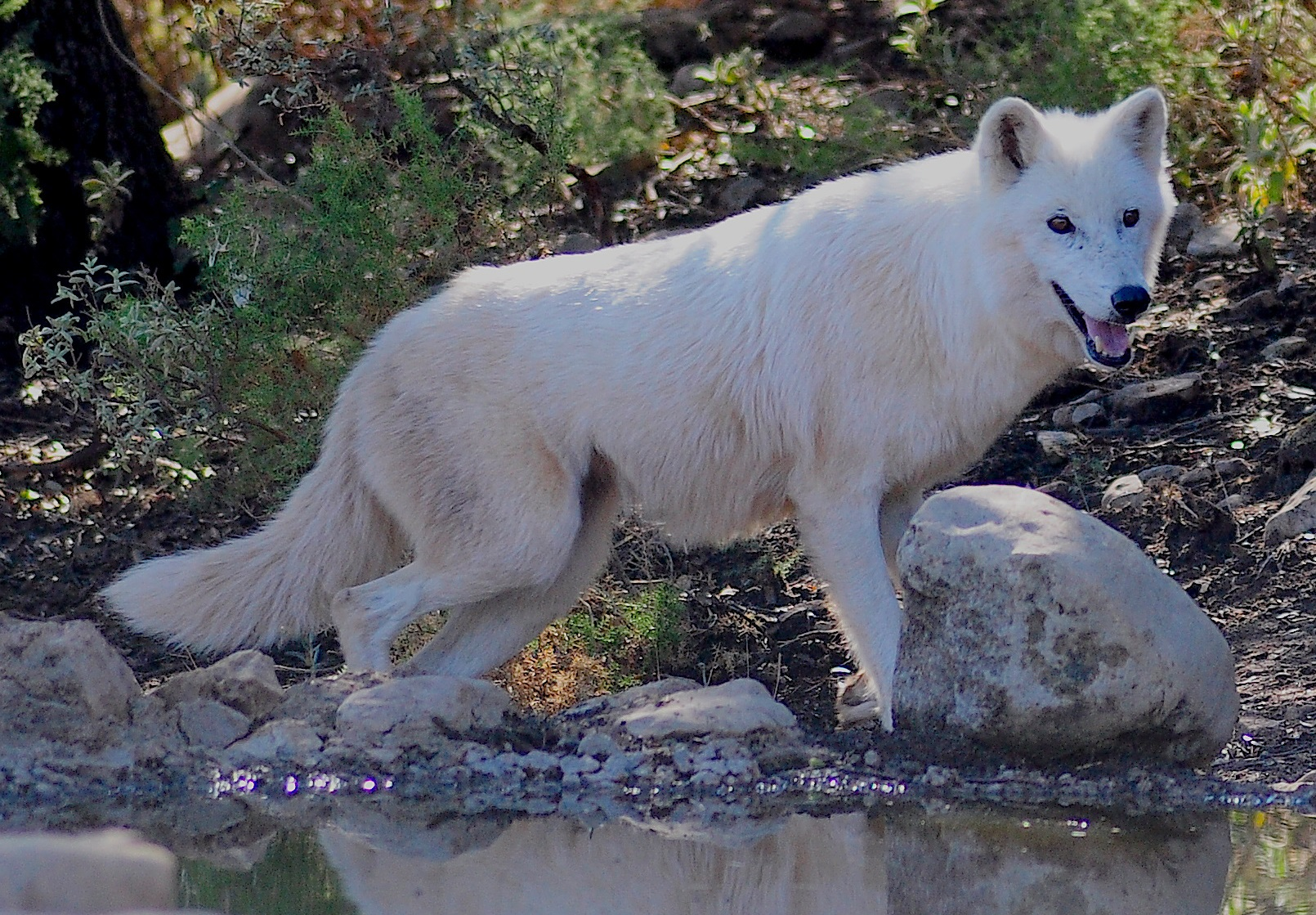
Lupo nordoccidentale della tundra al Lobo Park, in Spagna

Insieme al lupo grigio delle Grandi Pianure, il lupo grigio nordoccidentale è tra le sottospecie più diffuse in Nordamerica, con almeno sei sinonimi riconducibili alla sua ampia distribuzione. Gli studi filogenetici evidenziano la presenza di tre cladi di lupi nel Nordamerica, corrispondenti a C. l. occidentalis, C. l. nubilus e C. l. baiylei, derivati da tre invasioni indipendenti di lupi eurasiatici. Il lupo nordoccidentale discende dall'ultima ondata di lupi giunti attraverso il ponte di Bering al termine dell'ultima era glaciale, che spinse verso sud le popolazioni di C. l. nubilus mentre espandeva il proprio areale – un processo che continua ancora oggi.
La prima descrizione scientifica risale al naturalista scozzese John Richardson, nel 1829. Egli scelse l'epiteto occidentalis riferendosi alla distribuzione geografica di questa popolazione, poiché il colore della pelliccia era troppo variabile per attribuire un nome basato sulla sola tonalità. Richardson localizzò la sottospecie «non solo nei territori atlantici, ma anche lungo le coste del Pacifico e sui rilievi prossimi al fiume Columbia, tra le Great Falls e le rapide, sebbene non sia presente lungo il Missouri a ovest del Platte». L. David Mech, in seguito, identificò l'areale di C. l. occidentalis lungo la zona superiore del Mackenzie in Alaska, estendendosi poi fino alle regioni meridionali delle province canadesi della Columbia Britannica, dell'Alberta e del Saskatchewan.
A seguito della sinonimizzazione di diverse sottospecie in C. l. occidentalis, l'areale oggi accettato comprende «gli Stati Uniti occidentali, il Canada occidentale e l'Alaska, inclusa l'isola di Unimak delle Aleutine».

## Descrizione

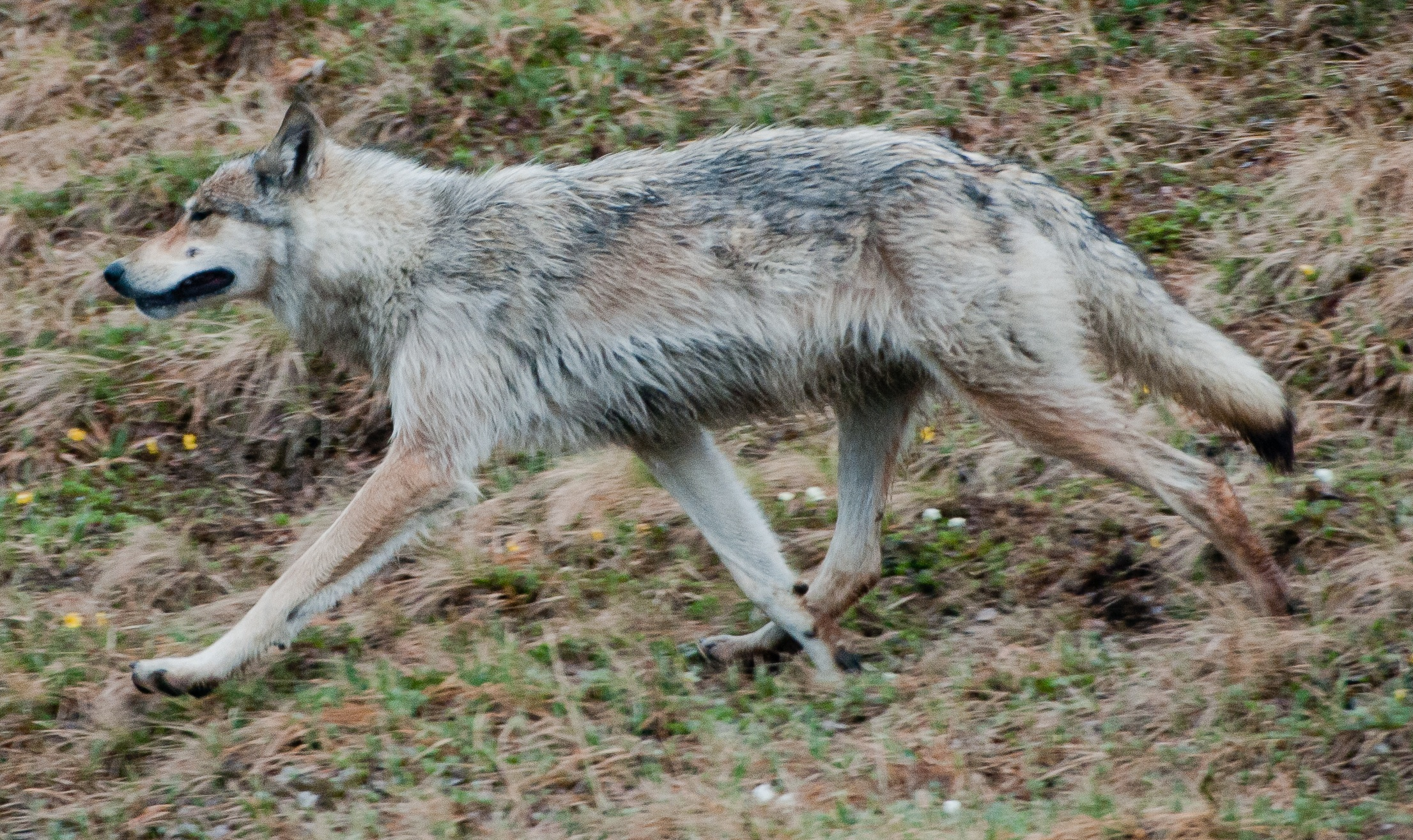
Lupo nordoccidentale nel Parco nazionale del Denali, in Alaska

Il lupo grigio occidentale è la più grande sottospecie di lupo grigio. I maschi raggiungono mediamente un peso compreso tra 45 e 66 kg, mentre le femmine pesano tra 36 e 59 kg. Tra gli esemplari più grandi mai registrati figura un maschio dell'Alaska di 79,4 kg, abbattuto presso il fiume 70 Mile nel 1939. Anche la lunghezza supera di norma quella di altri lupi, variando in media tra i 112 e i 170 cm, con individui particolarmente sviluppati che possono raggiungere i 213 cm (coda compresa).
John Richardson, paragonandolo al lupo europeo, descrisse il lupo nordoccidentale come più robusto, con testa più grossa, muso meno appuntito, orecchie più corte e pelliccia più fitta.
Nelle aree di tundra dell'Alaska, il manto è spesso di colore bianco, mentre nelle regioni interne dell'Alaska e nello Yukon può presentare tonalità dal grigio scuro al marrone chiaro, fino al bianco o al nero.

## Biologia e comportamento

### Branchi
In media, un branco di lupi nordoccidentali include dai 7 ai 9 individui, sebbene le dimensioni possano variare. Come accade in molte altre popolazioni di lupo, il branco è costituito in genere da una coppia riproduttiva (la cosiddetta «coppia alfa») e dalla loro discendenza. Un lupo in dispersione, alla ricerca di un nuovo branco, può spostarsi anche per 500 km. L'età riproduttiva viene raggiunta intorno a un anno e ciascuna cucciolata conta in media 4-6 piccoli.

### Dieta

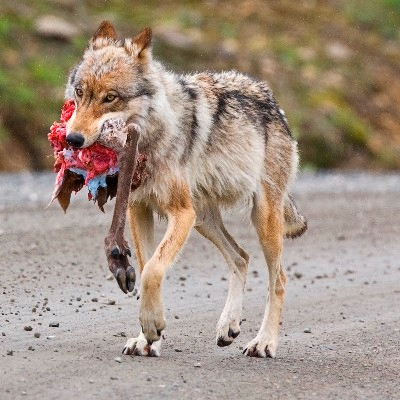
Un lupo nel Parco nazionale del Denali con la sua preda.

La dieta varia in base alle risorse disponibili nell'area. Nello Yukon meridionale, la preda preferita è l'alce, seguita da caribù e pecora di Dall; nel North Slope, invece, i lupi cacciano principalmente i caribù. Nel caso delle alci, i lupi tendono a prediligere i cuccioli o gli esemplari anziani che tentano la fuga. Il tasso di successo della caccia all'alce è intorno al 10%. Un branco solitamente uccide un alce ogni 5-6 giorni, nutrendosene per 2-3 giorni. Al contrario, i caribù tendono a fuggire e, in media, i lupi ne abbattono uno ogni 3 giorni, consumandolo in circa 24 ore. Nel Parco nazionale e riserva di Kluane, la pecora di Dall diventa un'importante risorsa alimentare quando alci e caribù scarseggiano.

### Malattie
Non esistono studi scientifici approfonditi sul ruolo di malattie come rabbia e cimurro nelle dinamiche di questa sottospecie, tuttavia si ritiene che possano compromettere significativamente la stabilità di alcune popolazioni.

## Reintroduzione a Yellowstone

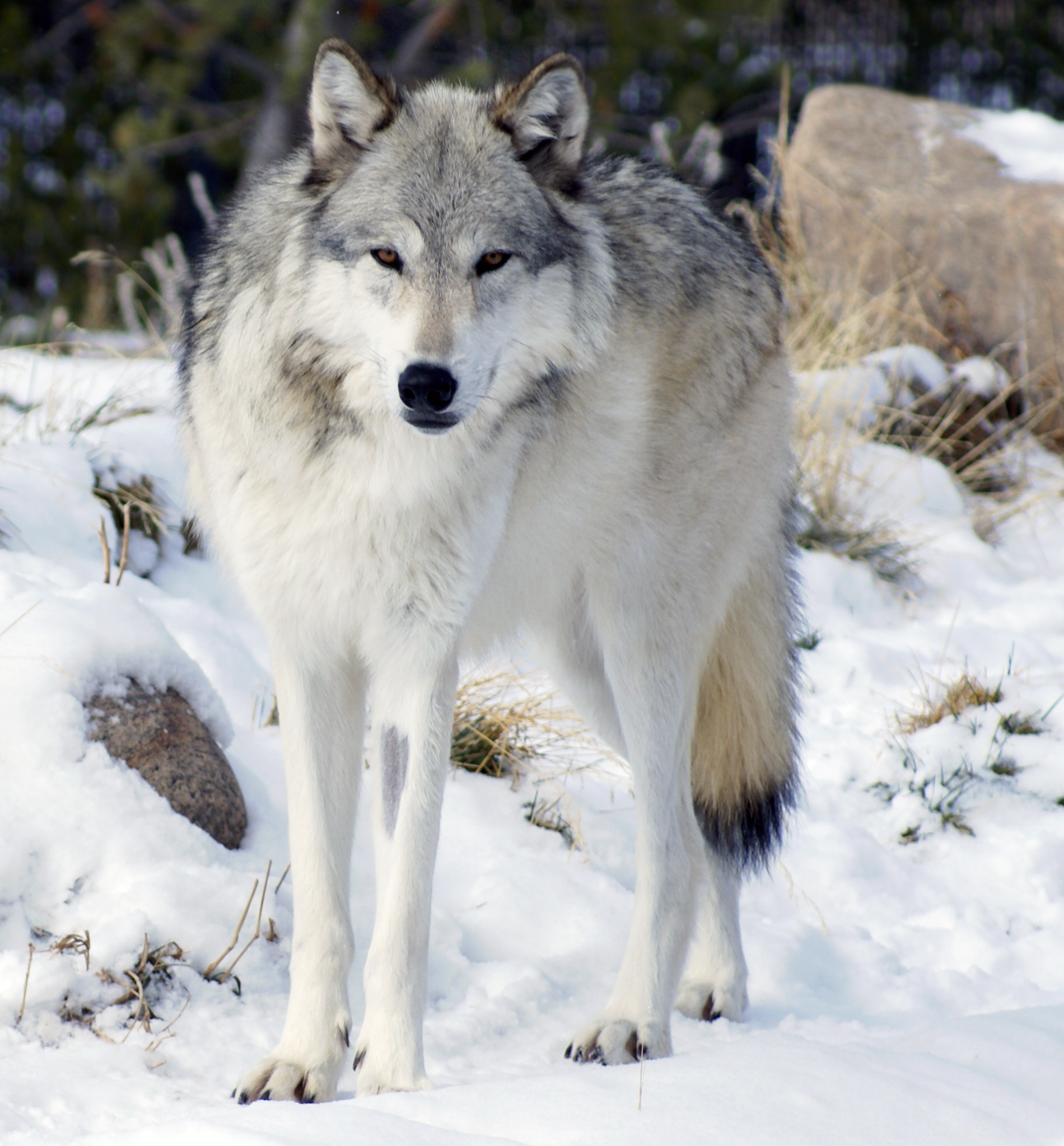
Un lupo a Yellowstone.

I lupi grigi nordoccidentali furono scelti per la reintroduzione nel Parco nazionale di Yellowstone tra il 1995 e il 1996, dopo quasi settant'anni di assenza dovuta allo sterminio operato dall'uomo. Inizialmente si credette che il ritorno di questo grande predatore avesse portato enormi benefici all'ecosistema, ripristinando un tassello mancante della catena alimentare. Tuttavia, studi più recenti hanno ridimensionato alcuni di questi effetti positivi, mostrando dinamiche ecologiche più complesse e influenzate da molteplici fattori.

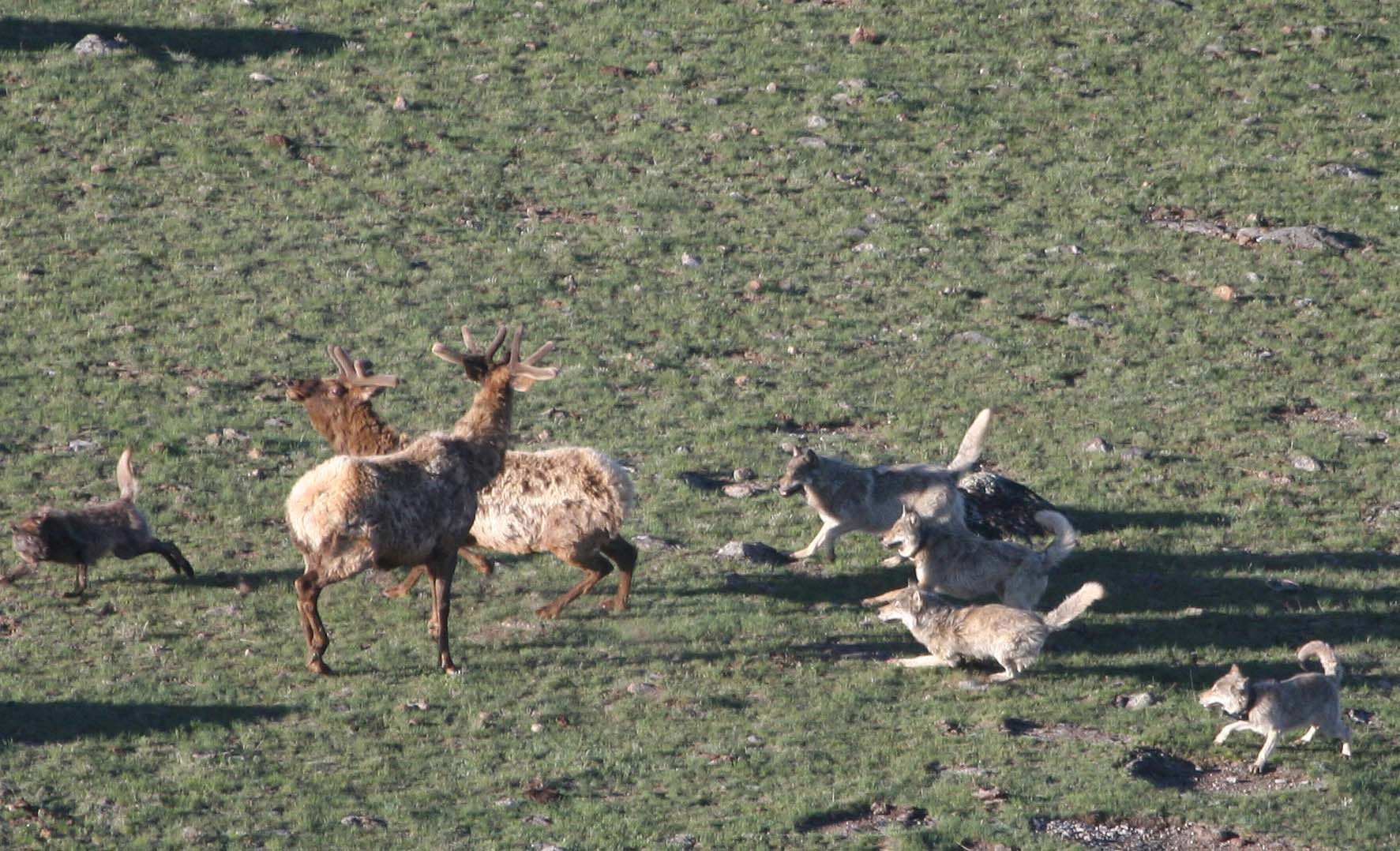
Lupi cacciano wapiti a Yellowstone.

Con il ritorno dei lupi, la popolazione di cervi wapiti si è ridotta di quasi il 50%. Prima della reintroduzione, i wapiti erano sovrappopolati e avevano consumato gran parte della vegetazione, compresi i giovani pioppi lungo i fiumi, privando i castori del legno necessario per costruire dighe naturali utili a contenere le piene.
Al contrario, il numero di bisonti americani e cervi dalla coda bianca è aumentato, poiché la minore pressione competitiva esercitata dai wapiti ha permesso loro di trovare più risorse alimentari. I lupi controllano la consistenza di queste specie cacciando in prevalenza esemplari deboli o malati.
Poiché i lupi non nascondono le prede, le carcasse rimaste vengono sfruttate da orsi grizzly, orsi neri americani, aquile di mare testabianca, volpi rosse, corvi imperiali e coyote, favorendo così un incremento delle rispettive popolazioni.
I coyote, a loro volta, sono diminuiti in maniera meno drastica rispetto ai wapiti, ma la loro riduzione ha favorito piccoli e medi predatori come la volpe rossa, la lince rossa e l'aquila reale, che prima erano penalizzati dall'elevato numero di coyote in competizione per prede di piccola taglia (roditori e lepri).
I puma, infine, che stavano cominciando a cacciare in pianura, si sono visti respingere dai lupi verso le aree montane, dove svolgono un ruolo fondamentale nel controllo di capre delle nevi, antilocapre, pecore delle Montagne Rocciose e cervi mulo.
Poiché per i lupi risulta più agevole cacciare i wapiti lungo le rive dei corsi d'acqua, questi ultimi si sono progressivamente allontanati dalle sponde fluviali. Di conseguenza, i giovani pioppi hanno potuto ricrescere e svilupparsi in alberi maturi, rafforzando le sponde con le radici e fornendo legno per le dighe dei castori. Le dighe, a loro volta, creano zone d'acqua più tranquille, che favoriscono la presenza di pesci e, di conseguenza, incrementano le popolazioni di predatori acquatici come lontre e visoni. Questi microhabitat fluviali attirano anche uccelli acquatici e alci.

## Conservazione e stato attuale

### Popolazione totale

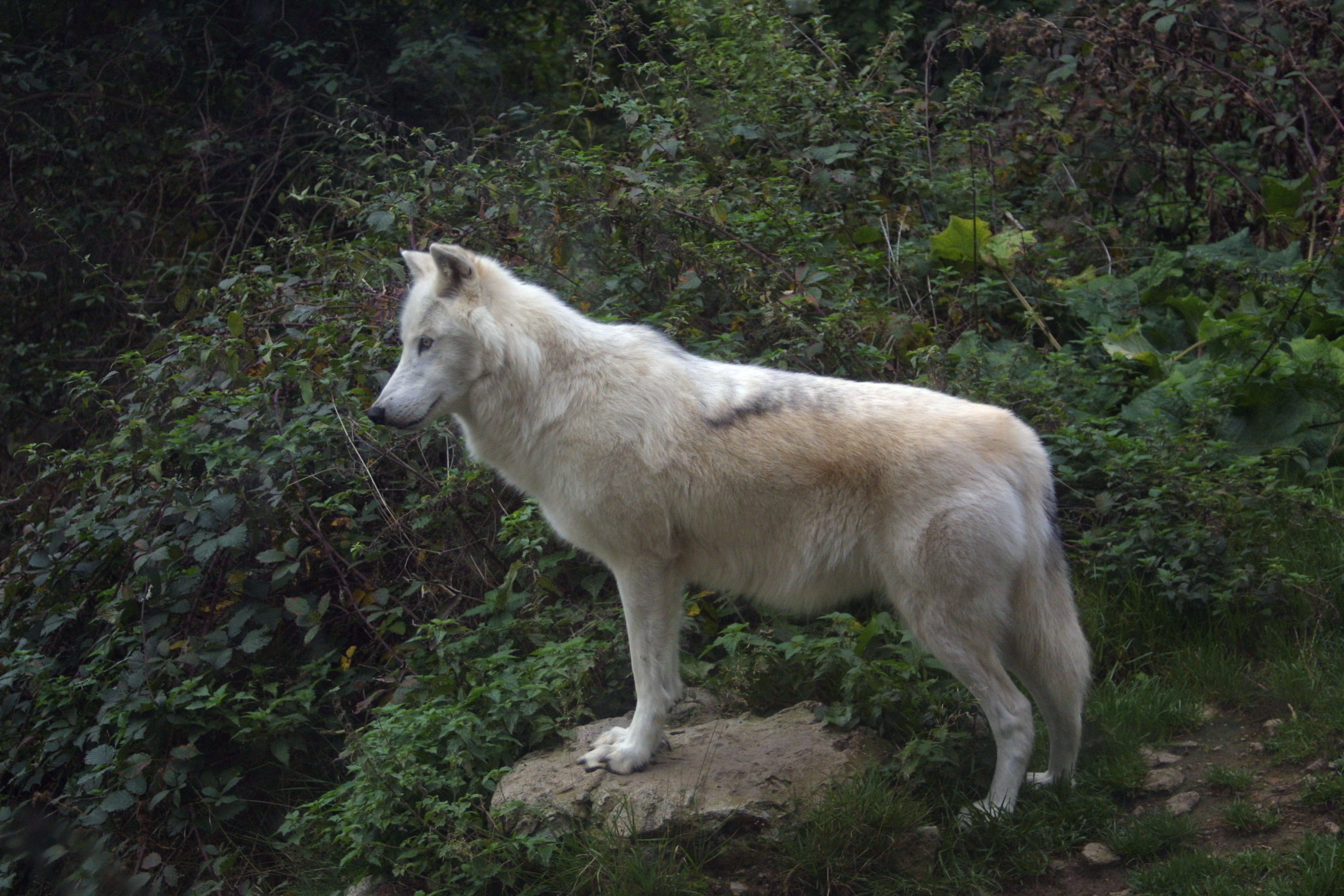
Lupo nordoccidentale albino della Valle del Mackenzie

Il lupo nordoccidentale è classificato come «Apparently Secure» secondo NatureServe.
Attualmente, la popolazione complessiva si aggira intorno ai 40000 esemplari.

### Canada
La popolazione che vive lungo il fiume Mackenzie, nella parte meridionale dei Territori del Nord-Ovest, è stimata in circa 5000 individui. Nello Yukon si contano tra i 4500 e i 5000 lupi, mentre nella Columbia Britannica se ne stimano circa 8500. In Alberta la popolazione si aggira intorno ai 4000 esemplari, mentre nel Saskatchewan è di circa 3000.

### Stati Uniti
In Alaska vivono tra 6000 e 11000 lupi, mentre negli Stati Uniti occidentali la popolazione è più esigua. Nello Stato di Washington ne sono stati censiti circa 108, mentre nel Wyoming se ne contano almeno 311. In Oregon si stima un minimo di 150 esemplari, in Idaho circa 1550 e in Montana circa 1140.